# جاي ألين سانت جون
جاي ألين سانت جون (بالإنجليزية: J. Allen St. John)‏ هو رسام توضيحي أمريكي، ولد في 1 أكتوبر 1872، وتوفي في 23 مايو 1957.